# 黎道炤
黎道炤（？—？），字明中，江西南昌府南昌縣人，明朝政治人物。

## 生平
萬曆十七年（1589年）己丑科進士，授桐城縣知縣，升工科給事中，升禮科右給事中。明神宗時冊立未定，大臣多阿匼陰陽，上下相持不決。黎道炤每疏即言他事，必為連類摘發。歲甲午有旨，皇長子出閣講學，預令採買金銖等物費三十餘萬，而部臣疏請儀仗侍衛拜賀，禮持不下且責言者。黎道炤嘆曰：此吾死諫日也。即草疏約略千餘言，一無避忌。疏入，上震怒，株連臺省，各降革有差。黎道炤為民。若二年冊立既定，恩復冠帶，厥後諸羽翼者多召用至大官。而黎道炤已死，明光宗遺詔議卹，始贈光祿寺少卿。尋用子黎元寬仕，晉階中憲大夫，崇祀鄉賢。